# Liste der Weltmeister im Tischtennis
Die Liste der Weltmeister im Tischtennis listet alle Medaillengewinner im Tischtennis bei Weltmeisterschaften seit deren Erstaustragung 1926 auf. 

## Liste der Medaillengewinner

### Einzel

#### Herren
| Jahr | Austragungsort | Gold                 | Silber            | Bronze                  |
| ---- | -------------- | -------------------- | ----------------- | ----------------------- |
| 1926 | London         | Roland Jacobi        | Zoltán Mechlovits | Munio Pillinger         |
| 1926 | London         | Roland Jacobi        | Zoltán Mechlovits | S.R.G. Suppiah          |
| 1928 | Stockholm      | Zoltán Mechlovits    | László Bellák     | Paul Flußmann           |
| 1928 | Stockholm      | Zoltán Mechlovits    | László Bellák     | Alfred Liebster         |
| 1929 | Budapest       | Fred Perry           | Miklós Szabados   | Adrian Haydon           |
| 1929 | Budapest       | Fred Perry           | Miklós Szabados   | Zoltán Mechlovits       |
| 1930 | Berlin         | Victor Barna         | László Bellák     | Lajos Dávid             |
| 1930 | Berlin         | Victor Barna         | László Bellák     | István Kelen            |
| 1931 | Budapest       | Miklós Szabados      | Victor Barna      | Ferenc Kovács           |
| 1931 | Budapest       | Miklós Szabados      | Victor Barna      | Nikita Madjaroglou      |
| 1932 | Prag           | Victor Barna         | Miklós Szabados   | István Boros            |
| 1932 | Prag           | Victor Barna         | Miklós Szabados   | Erwin Kohn              |
| 1933 | Baden          | Victor Barna         | Stanislav Kolář   | Sándor Glancz           |
| 1933 | Baden          | Victor Barna         | Stanislav Kolář   | Adrian Haydon           |
| 1934 | Paris          | Victor Barna         | László Bellák     | Tibor Házi              |
| 1934 | Paris          | Victor Barna         | László Bellák     | Miklós Szabados         |
| 1935 | Wembley        | Victor Barna         | Miklós Szabados   | Aloizy Ehrlich          |
| 1935 | Wembley        | Victor Barna         | Miklós Szabados   | Erwin Kohn              |
| 1936 | Prag           | Stanislav Kolář      | Aloizy Ehrlich    | Richard Bergmann        |
| 1936 | Prag           | Stanislav Kolář      | Aloizy Ehrlich    | Ferenc Soós             |
| 1937 | Baden          | Richard Bergmann     | Aloizy Ehrlich    | Hans Hartinger          |
| 1937 | Baden          | Richard Bergmann     | Aloizy Ehrlich    | Ferenc Soós             |
| 1938 | Wembley        | Bohumil Váňa         | Richard Bergmann  | Victor Barna            |
| 1938 | Wembley        | Bohumil Váňa         | Richard Bergmann  | Tibor Házi              |
| 1939 | Kairo          | Richard Bergmann     | Aloizy Ehrlich    | Žarko Dolinar           |
| 1939 | Kairo          | Richard Bergmann     | Aloizy Ehrlich    | Bohumil Váňa            |
| 1947 | Paris          | Bohumil Váňa         | Ferenc Sidó       | Johnny Leach            |
| 1947 | Paris          | Bohumil Váňa         | Ferenc Sidó       | Louis Pagliaro          |
| 1948 | Wembley        | Richard Bergmann     | Bohumil Váňa      | Guy Amouretti           |
| 1948 | Wembley        | Richard Bergmann     | Bohumil Váňa      | Ivan Andreadis          |
| 1949 | Stockholm      | Johnny Leach         | Bohumil Váňa      | Martin Reisman          |
| 1949 | Stockholm      | Johnny Leach         | Bohumil Váňa      | Ferenc Soós             |
| 1950 | Budapest       | Richard Bergmann     | Ferenc Soós       | Ivan Andreadis          |
| 1950 | Budapest       | Richard Bergmann     | Ferenc Soós       | Ferenc Sidó             |
| 1951 | Wien           | Johnny Leach         | Ivan Andreadis    | Ferenc Sidó             |
| 1951 | Wien           | Johnny Leach         | Ivan Andreadis    | Vaclav Tereba           |
| 1952 | Bombay         | Hiroji Satoh         | József Kóczián    | Guy Amouretti           |
| 1952 | Bombay         | Hiroji Satoh         | József Kóczián    | Rene Roothooft          |
| 1953 | Bukarest       | Ferenc Sidó          | Ivan Andreadis    | József Kóczián          |
| 1953 | Bukarest       | Ferenc Sidó          | Ivan Andreadis    | Ladislav Štípek         |
| 1954 | Wembley        | Ichirō Ogimura       | Tage Flisberg     | Ivan Andreadis          |
| 1954 | Wembley        | Ichirō Ogimura       | Tage Flisberg     | Richard Bergmann        |
| 1955 | Utrecht        | Toshiaki Tanaka      | Žarko Dolinar     | Stephen Cafiero         |
| 1955 | Utrecht        | Toshiaki Tanaka      | Žarko Dolinar     | Ferenc Sidó             |
| 1956 | Tokio          | Ichirō Ogimura       | Toshiaki Tanaka   | Akio Nohira             |
| 1956 | Tokio          | Ichirō Ogimura       | Toshiaki Tanaka   | Yoshio Tomita           |
| 1957 | Stockholm      | Toshiaki Tanaka      | Ichirō Ogimura    | Ivan Andreadis          |
| 1957 | Stockholm      | Toshiaki Tanaka      | Ichirō Ogimura    | Heinz Schneider         |
| 1959 | Dortmund       | Rong Guotuan         | Ferenc Sidó       | Dick Miles              |
| 1959 | Dortmund       | Rong Guotuan         | Ferenc Sidó       | Ichirō Ogimura          |
| 1961 | Peking         | Zhuang Zedong        | Li Furong         | Xu Yinsheng             |
| 1961 | Peking         | Zhuang Zedong        | Li Furong         | Zhang Xielin            |
| 1963 | Prag           | Zhuang Zedong        | Li Furong         | Wang Zhiliang           |
| 1963 | Prag           | Zhuang Zedong        | Li Furong         | Zhang Xielin            |
| 1965 | Ljubljana      | Zhuang Zedong        | Li Furong         | Eberhard Schöler        |
| 1965 | Ljubljana      | Zhuang Zedong        | Li Furong         | Zhou Lansun             |
| 1967 | Stockholm      | Nobuhiko Hasegawa    | Mitsuru Kōno      | Koji Kimura             |
| 1967 | Stockholm      | Nobuhiko Hasegawa    | Mitsuru Kōno      | Eberhard Schöler        |
| 1969 | München        | Shigeo Itō           | Eberhard Schöler  | Kenji Kasai             |
| 1969 | München        | Shigeo Itō           | Eberhard Schöler  | Tokio Tasaka            |
| 1971 | Nagoya         | Stellan Bengtsson    | Shigeo Itō        | Dragutin Šurbek         |
| 1971 | Nagoya         | Stellan Bengtsson    | Shigeo Itō        | Xi Enting               |
| 1973 | Sarajevo       | Xi Enting            | Kjell Johansson   | Antun Stipančić         |
| 1973 | Sarajevo       | Xi Enting            | Kjell Johansson   | Dragutin Šurbek         |
| 1975 | Kalkutta       | István Jónyer        | Antun Stipančić   | Mitsuru Kōno            |
| 1975 | Kalkutta       | István Jónyer        | Antun Stipančić   | Norio Takashima         |
| 1977 | Birmingham     | Mitsuru Kōno         | Guo Yuehua        | Huang Liang             |
| 1977 | Birmingham     | Mitsuru Kōno         | Guo Yuehua        | Liang Geliang           |
| 1979 | Pjöngjang      | Seiji Ono            | Guo Yuehua        | Li Zhenshi              |
| 1979 | Pjöngjang      | Seiji Ono            | Guo Yuehua        | Liang Geliang           |
| 1981 | Novi Sad       | Guo Yuehua           | Cai Zhenhua       | Stellan Bengtsson       |
| 1981 | Novi Sad       | Guo Yuehua           | Cai Zhenhua       | Dragutin Šurbek         |
| 1983 | Tokio          | Guo Yuehua           | Cai Zhenhua       | Jiang Jialiang          |
| 1983 | Tokio          | Guo Yuehua           | Cai Zhenhua       | Wang Huiyuan            |
| 1985 | Göteborg       | Jiang Jialiang       | Chen Longcan      | Lo Chuen Tsung          |
| 1985 | Göteborg       | Jiang Jialiang       | Chen Longcan      | Teng Yi                 |
| 1987 | Neu-Delhi      | Jiang Jialiang       | Jan-Ove Waldner   | Chen Xinhua             |
| 1987 | Neu-Delhi      | Jiang Jialiang       | Jan-Ove Waldner   | Teng Yi                 |
| 1989 | Dortmund       | Jan-Ove Waldner      | Jörgen Persson    | Andrzej Grubba          |
| 1989 | Dortmund       | Jan-Ove Waldner      | Jörgen Persson    | Yu Shentong             |
| 1991 | Chiba City     | Jörgen Persson       | Jan-Ove Waldner   | Kim Taek-soo (Südkorea) |
| 1991 | Chiba City     | Jörgen Persson       | Jan-Ove Waldner   | Ma Wenge                |
| 1993 | Göteborg       | Jean-Philippe Gatien | Jean-Michel Saive | Zoran Primorac          |
| 1993 | Göteborg       | Jean-Philippe Gatien | Jean-Michel Saive | Jan-Ove Waldner         |
| 1995 | Tianjin        | Kong Linghui         | Liu Guoliang      | Ding Song               |
| 1995 | Tianjin        | Kong Linghui         | Liu Guoliang      | Wang Tao                |
| 1997 | Manchester     | Jan-Ove Waldner      | Vladimir Samsonov | Kong Linghui            |
| 1997 | Manchester     | Jan-Ove Waldner      | Vladimir Samsonov | Yan Sen                 |
| 1999 | Eindhoven      | Liu Guoliang         | Ma Lin            | Werner Schlager         |
| 1999 | Eindhoven      | Liu Guoliang         | Ma Lin            | Jan-Ove Waldner         |
| 2001 | Osaka          | Wang Liqin           | Kong Linghui      | Chiang Peng-Lung        |
| 2001 | Osaka          | Wang Liqin           | Kong Linghui      | Ma Lin                  |
| 2003 | Paris          | Werner Schlager      | Joo Se-hyuk       | Kong Linghui            |
| 2003 | Paris          | Werner Schlager      | Joo Se-hyuk       | Kalinikos Kreanga       |
| 2005 | Shanghai       | Wang Liqin           | Ma Lin            | Michael Maze            |
| 2005 | Shanghai       | Wang Liqin           | Ma Lin            | Oh Sang-eun             |
| 2007 | Zagreb         | Wang Liqin           | Ma Lin            | Ryu Seung-min           |
| 2007 | Zagreb         | Wang Liqin           | Ma Lin            | Wang Hao                |
| 2009 | Yokohama       | Wang Hao             | Wang Liqin        | Ma Lin                  |
| 2009 | Yokohama       | Wang Hao             | Wang Liqin        | Ma Long                 |
| 2011 | Rotterdam      | Zhang Jike           | Wang Hao          | Timo Boll               |
| 2011 | Rotterdam      | Zhang Jike           | Wang Hao          | Ma Long                 |
| 2013 | Paris          | Zhang Jike           | Wang Hao          | Ma Long                 |
| 2013 | Paris          | Zhang Jike           | Wang Hao          | Xu Xin                  |
| 2015 | Suzhou         | Ma Long              | Fang Bo           | Fan Zhendong            |
| 2015 | Suzhou         | Ma Long              | Fang Bo           | Zhang Jike              |
| 2017 | Düsseldorf     | Ma Long              | Fan Zhendong      | Lee Sang-su             |
| 2017 | Düsseldorf     | Ma Long              | Fan Zhendong      | Xu Xin                  |
| 2019 | Budapest       | Ma Long              | Mattias Falck     | Liang Jingkun           |
| 2019 | Budapest       | Ma Long              | Mattias Falck     | An Jae-hyun             |
| 2021 | Houston        | Fan Zhendong         | Truls Möregårdh   | Liang Jingkun           |
| 2021 | Houston        | Fan Zhendong         | Truls Möregårdh   | Timo Boll               |
| 2023 | Durban         | Fan Zhendong         | Wang Chuqin       | Liang Jingkun           |
| 2023 | Durban         | Fan Zhendong         | Wang Chuqin       | Ma Long                 |

#### Damen
| Jahr | Austragungsort | Gold                       | Silber                 | Bronze                     |
| ---- | -------------- | -------------------------- | ---------------------- | -------------------------- |
| 1926 | London         | Mária Mednyánszky          | Doris Gubbins          | Anastasia Flußmann         |
| 1926 | London         | Mária Mednyánszky          | Doris Gubbins          | Winifred Land              |
| 1928 | Stockholm      | Mária Mednyánszky          | Erika Metzger          | Doris Gubbins              |
| 1928 | Stockholm      | Mária Mednyánszky          | Erika Metzger          | Joan Ingram                |
| 1929 | Budapest       | Mária Mednyánszky          | Gertrude Wildam        | Magda Gál                  |
| 1929 | Budapest       | Mária Mednyánszky          | Gertrude Wildam        | Anna Sipos                 |
| 1930 | Berlin         | Mária Mednyánszky          | Anna Sipos             | Josefine Kolbe             |
| 1930 | Berlin         | Mária Mednyánszky          | Anna Sipos             | Gertrude Wildam            |
| 1931 | Budapest       | Mária Mednyánszky          | Mona Rüster            | Magda Gál                  |
| 1931 | Budapest       | Mária Mednyánszky          | Mona Rüster            | Anna Sipos                 |
| 1932 | Prag           | Anna Sipos                 | Mária Mednyánszky      | Magda Gál                  |
| 1932 | Prag           | Anna Sipos                 | Mária Mednyánszky      | Marie Šmídová              |
| 1933 | Baden          | Anna Sipos                 | Mária Mednyánszky      | Magda Gál                  |
| 1933 | Baden          | Anna Sipos                 | Mária Mednyánszky      | Astrid Krebsbach           |
| 1934 | Paris          | Marie Kettnerová           | Astrid Krebsbach       | Dora Emdin                 |
| 1934 | Paris          | Marie Kettnerová           | Astrid Krebsbach       | Magda Gál                  |
| 1935 | Wembley        | Marie Kettnerová           | Magda Gál              | Marcelle Delacour          |
| 1935 | Wembley        | Marie Kettnerová           | Magda Gál              | Marie Šmídová              |
| 1936 | Prag           | Ruth Aarons                | Astrid Krebsbach       | Marie Kettnerová           |
| 1936 | Prag           | Ruth Aarons                | Astrid Krebsbach       | Marie Šmídová              |
| 1937 | Baden          | Ruth Aarons                |                        | Hilde Bussmann             |
| 1937 | Baden          | Gertrude Pritzi            | Marie Kettnerová       |                            |
| 1938 | Wembley        | Gertrude Pritzi            | Vlasta Depetrisová     | Betty Henry                |
| 1938 | Wembley        | Gertrude Pritzi            | Vlasta Depetrisová     | Věra Votrubcová            |
| 1939 | Kairo          | Vlasta Depetrisová         | Gertrude Pritzi        | Marie Kettnerová           |
| 1939 | Kairo          | Vlasta Depetrisová         | Gertrude Pritzi        | Samiha Naili               |
| 1947 | Paris          | Gizella Farkas             | Elizabeth Blackbourn   | Vera Dace                  |
| 1947 | Paris          | Gizella Farkas             | Elizabeth Blackbourn   | Gertrude Pritzi            |
| 1948 | Wembley        | Gizella Farkas             | Vera Thomas            | Vlasta Pokorná             |
| 1948 | Wembley        | Gizella Farkas             | Vera Thomas            | Angelica Adelstein-Rozeanu |
| 1949 | Stockholm      | Gizella Farkas             | Květa Hrušková         | Gertrude Pritzi            |
| 1949 | Stockholm      | Gizella Farkas             | Květa Hrušková         | Thelma Thall               |
| 1950 | Budapest       | Angelica Adelstein-Rozeanu | Gizella Farkas         | Rózsi Kárpáti              |
| 1950 | Budapest       | Angelica Adelstein-Rozeanu | Gizella Farkas         | Sari Szasz                 |
| 1951 | Wien           | Angelica Adelstein-Rozeanu | Gizella Farkas         | Gertrude Pritzi            |
| 1951 | Wien           | Angelica Adelstein-Rozeanu | Gizella Farkas         | Leah Thall                 |
| 1952 | Bombay         | Angelica Adelstein-Rozeanu | Gizella Farkas         | Rosalind Rowe              |
| 1952 | Bombay         | Angelica Adelstein-Rozeanu | Gizella Farkas         | Ermelinde Wertl            |
| 1953 | Bukarest       | Angelica Adelstein-Rozeanu | Gizella Farkas         | Diane Rowe                 |
| 1953 | Bukarest       | Angelica Adelstein-Rozeanu | Gizella Farkas         | Rosalind Rowe              |
| 1954 | Wembley        | Angelica Adelstein-Rozeanu | Yoshiko Tanaka         | Fujie Eguchi               |
| 1954 | Wembley        | Angelica Adelstein-Rozeanu | Yoshiko Tanaka         | Éva Kóczián                |
| 1955 | Utrecht        | Angelica Adelstein-Rozeanu | Ermelinde Wertl        | Éva Kóczián                |
| 1955 | Utrecht        | Angelica Adelstein-Rozeanu | Ermelinde Wertl        | Kiiko Watanabe             |
| 1956 | Tokio          | Tomi Ōkawa                 | Kiiko Watanabe         | Fujie Eguchi               |
| 1956 | Tokio          | Tomi Ōkawa                 | Kiiko Watanabe         | Ella Zeller                |
| 1957 | Stockholm      | Fujie Eguchi               | Ann Haydon             | Kiiko Watanabe             |
| 1957 | Stockholm      | Fujie Eguchi               | Ann Haydon             | Ella Zeller                |
| 1959 | Dortmund       | Kimiyo Matsuzaki           | Fujie Eguchi           | Éva Kóczián                |
| 1959 | Dortmund       | Kimiyo Matsuzaki           | Fujie Eguchi           | Qiu Zhonghui               |
| 1961 | Peking         | Qiu Zhonghui               | Éva Kóczián            | Kimiyo Matsuzaki           |
| 1961 | Peking         | Qiu Zhonghui               | Éva Kóczián            | Wang Jian                  |
| 1963 | Prag           | Kimiyo Matsuzaki           | Maria Alexandru        | Sun Meiying                |
| 1963 | Prag           | Kimiyo Matsuzaki           | Maria Alexandru        | Ella Zeller                |
| 1965 | Ljubljana      | Naoko Fukazu               | Lin Huiqing            | Li Li                      |
| 1965 | Ljubljana      | Naoko Fukazu               | Lin Huiqing            | Noriko Yamanaka            |
| 1967 | Stockholm      | Sachiko Morisawa           | Naoko Fukazu           | Soja Rudnowa               |
| 1967 | Stockholm      | Sachiko Morisawa           | Naoko Fukazu           | Noriko Yamanaka            |
| 1969 | München        | Toshiko Kowada             | Gabriele Geißler       | Maria Alexandru            |
| 1969 | München        | Toshiko Kowada             | Gabriele Geißler       | Miho Hamada                |
| 1971 | Nagoya         | Lin Huiqing                | Zheng Minzhi           | Li Li                      |
| 1971 | Nagoya         | Lin Huiqing                | Zheng Minzhi           | Ilona Voštová              |
| 1973 | Sarajevo       | Hu Yulan                   | Alica Grofová          | Park Mi-ra                 |
| 1973 | Sarajevo       | Hu Yulan                   | Alica Grofová          | Zhang Li                   |
| 1975 | Kalkutta       | Pak Yung-sun               | Zhang Li               | Tatjana Ferdman            |
| 1975 | Kalkutta       | Pak Yung-sun               | Zhang Li               | Ge Xinai                   |
| 1977 | Birmingham     | Pak Yung-sun               | Zhang Li               | Ge Xinai                   |
| 1977 | Birmingham     | Pak Yung-sun               | Zhang Li               | Zhang Deying               |
| 1979 | Pjöngjang      | Ge Xinai                   | Ri Song-suk            | Tong Ling                  |
| 1979 | Pjöngjang      | Ge Xinai                   | Ri Song-suk            | Zhang Deying               |
| 1981 | Novi Sad       | Tong Ling                  | Cao Yanhua             | Lee Soo-ja                 |
| 1981 | Novi Sad       | Tong Ling                  | Cao Yanhua             | Zhang Deying               |
| 1983 | Tokio          | Cao Yanhua                 | Yang Young-ja          | Huang Junqun               |
| 1983 | Tokio          | Cao Yanhua                 | Yang Young-ja          | Qi Baoxiang                |
| 1985 | Göteborg       | Cao Yanhua                 | Geng Lijuan            | Dai Lili                   |
| 1985 | Göteborg       | Cao Yanhua                 | Geng Lijuan            | Qi Baoxiang                |
| 1987 | Neu-Delhi      | He Zhili                   | Yang Young-ja          | Dai Lili                   |
| 1987 | Neu-Delhi      | He Zhili                   | Yang Young-ja          | Guan Jianhua               |
| 1989 | Dortmund       | Qiao Hong                  | Li Bun-hui             | Chen Jing                  |
| 1989 | Dortmund       | Qiao Hong                  | Li Bun-hui             | Hyun Jung-hwa              |
| 1991 | Chiba City     | Deng Yaping                | Li Bun-hui (Nordkorea) | Chan Tan Lui               |
| 1991 | Chiba City     | Deng Yaping                | Li Bun-hui (Nordkorea) | Qiao Hong                  |
| 1993 | Göteborg       | Hyun Jung-hwa              | Chen Jing              | Otilia Bădescu             |
| 1993 | Göteborg       | Hyun Jung-hwa              | Chen Jing              | Gao Jun                    |
| 1995 | Tianjin        | Deng Yaping                | Qiao Hong              | Liu Wei                    |
| 1995 | Tianjin        | Deng Yaping                | Qiao Hong              | Qiao Yunping               |
| 1997 | Manchester     | Deng Yaping                | Wang Nan               | Li Ju                      |
| 1997 | Manchester     | Deng Yaping                | Wang Nan               | Wu Na                      |
| 1999 | Eindhoven      | Wang Nan                   | Zhang Yining           | Li Nan                     |
| 1999 | Eindhoven      | Wang Nan                   | Zhang Yining           | Ryu Ji-hae                 |
| 2001 | Osaka          | Wang Nan                   | Lin Ling               | Kim Yun-mi                 |
| 2001 | Osaka          | Wang Nan                   | Lin Ling               | Zhang Yining               |
| 2003 | Paris          | Wang Nan                   | Zhang Yining           | Tamara Boroš               |
| 2003 | Paris          | Wang Nan                   | Zhang Yining           | Li Ju                      |
| 2005 | Shanghai       | Zhang Yining               | Guo Yan                | Guo Yue                    |
| 2005 | Shanghai       | Zhang Yining               | Guo Yan                | Lin Ling                   |
| 2007 | Zagreb         | Guo Yue                    | Li Xiaoxia             | Guo Yan                    |
| 2007 | Zagreb         | Guo Yue                    | Li Xiaoxia             | Zhang Yining               |
| 2009 | Yokohama       | Zhang Yining               | Guo Yue                | Li Xiaoxia                 |
| 2009 | Yokohama       | Zhang Yining               | Guo Yue                | Liu Shiwen                 |
| 2011 | Rotterdam      | Ding Ning                  | Li Xiaoxia             | Guo Yue                    |
| 2011 | Rotterdam      | Ding Ning                  | Li Xiaoxia             | Liu Shiwen                 |
| 2013 | Paris          | Li Xiaoxia                 | Liu Shiwen             | Ding Ning                  |
| 2013 | Paris          | Li Xiaoxia                 | Liu Shiwen             | Zhu Yuling                 |
| 2015 | Suzhou         | Ding Ning                  | Liu Shiwen             | Li Xiaoxia                 |
| 2015 | Suzhou         | Ding Ning                  | Liu Shiwen             | Mu Zi                      |
| 2017 | Düsseldorf     | Ding Ning                  | Zhu Yuling             | Miu Hirano                 |
| 2017 | Düsseldorf     | Ding Ning                  | Zhu Yuling             | Liu Shiwen                 |
| 2019 | Budapest       | Liu Shiwen                 | Chen Meng              | Ding Ning                  |
| 2019 | Budapest       | Liu Shiwen                 | Chen Meng              | Wang Manyu                 |
| 2021 | Houston        | Wang Manyu                 | Sun Yingsha            | Chen Meng                  |
| 2021 | Houston        | Wang Manyu                 | Sun Yingsha            | Wang Yidi                  |
| 2023 | Durban         | Sun Yingsha                | Chen Meng              | Hina Hayata                |
| 2023 | Durban         | Sun Yingsha                | Chen Meng              | Chen Xingtong              |

### Doppel

#### Herren
| Jahr | Austragungsort | Gold                              | Silber                              | Bronze                               |
| ---- | -------------- | --------------------------------- | ----------------------------------- | ------------------------------------ |
| 1926 | London         | Roland Jacobi Dániel Pécsi        | Béla von Kehrling Zoltán Mechlovits | Paul Flußmann Munio Pillinger        |
| 1926 | London         | Roland Jacobi Dániel Pécsi        | Béla von Kehrling Zoltán Mechlovits | Cyril Mossford Hedley Penny          |
| 1928 | Stockholm      | Alfred Liebster Robert Thum       | Charles Bull Fred Perry             | László Bellák Sándor Glancz          |
| 1928 | Stockholm      | Alfred Liebster Robert Thum       | Charles Bull Fred Perry             | Roland Jacobi Zoltán Mechlovits      |
| 1929 | Budapest       | Victor Barna Miklós Szabados      | László Bellák Sándor Glancz         | Charles Bull Fred Perry              |
| 1929 | Budapest       | Victor Barna Miklós Szabados      | László Bellák Sándor Glancz         | István Réti György Szegedi           |
| 1930 | Berlin         | Victor Barna Miklós Szabados      | Alfred Liebster Robert Thum         | László Bellák Sándor Glancz          |
| 1930 | Berlin         | Victor Barna Miklós Szabados      | Alfred Liebster Robert Thum         | Valter Kolmodin Hille Nilsson        |
| 1931 | Budapest       | Victor Barna Miklós Szabados      | Lajos Dávid István Kelen            | Manfred Feher Alfred Liebster        |
| 1931 | Budapest       | Victor Barna Miklós Szabados      | Lajos Dávid István Kelen            | Jindřich Lauterbach Karel Svoboda    |
| 1932 | Prag           | Victor Barna Miklós Szabados      | László Bellák Sándor Glancz         | István Boros Tibor Házi              |
| 1932 | Prag           | Victor Barna Miklós Szabados      | László Bellák Sándor Glancz         | Charles Bull David Jones             |
| 1933 | Baden          | Victor Barna Sándor Glancz        | István Kelen Lajos Dávid            | Manfred Feher Alfred Liebster        |
| 1933 | Baden          | Victor Barna Sándor Glancz        | István Kelen Lajos Dávid            | Paul Flußmann Erwin Kohn             |
| 1934 | Paris          | Victor Barna Miklós Szabados      | Sándor Glancz Tibor Házi            | István Boros Béla Nyitrai            |
| 1934 | Paris          | Victor Barna Miklós Szabados      | Sándor Glancz Tibor Házi            | Miloslav Hamr Kohn                   |
| 1935 | Wembley        | Victor Barna Miklós Szabados      | Adrian Haydon Alfred Liebster       | Raoul Bedoc Daniel Guérin            |
| 1935 | Wembley        | Victor Barna Miklós Szabados      | Adrian Haydon Alfred Liebster       | László Bellák István Kelen           |
| 1936 | Prag           | Buddy Blattner James McClure      | Stanislav Kolář Okter Petrisek      | Karel Fleischner Adolf Šlár          |
| 1936 | Prag           | Buddy Blattner James McClure      | Stanislav Kolář Okter Petrisek      | Tibor Házi Ferenc Soós               |
| 1937 | Baden          | Buddy Blattner James McClure      | Richard Bergmann Helmut Goebel      | Miloslav Hamr František Hanec Pivec  |
| 1937 | Baden          | Buddy Blattner James McClure      | Richard Bergmann Helmut Goebel      | Adolf Šlár Václav Tereba             |
| 1938 | Wembley        | James McClure Sol Schiff          | Victor Barna László Bellák          | Eric Filby Hyman Lurie               |
| 1938 | Wembley        | James McClure Sol Schiff          | Victor Barna László Bellák          | Stanislav Kolář Václav Tereba        |
| 1939 | Kairo          | Victor Barna Richard Bergmann     | Miloslav Hamr Josef Tartakower      | Raoul Bedoc Michel Haguenauer        |
| 1939 | Kairo          | Victor Barna Richard Bergmann     | Miloslav Hamr Josef Tartakower      | Jeffrey Hyde Hyman Lurie             |
| 1947 | Paris          | Adolf Šlár Bohumil Váňa           | Jack Carrington Johnny Leach        | Victor Barna Adrian Haydon           |
| 1947 | Paris          | Adolf Šlár Bohumil Váňa           | Jack Carrington Johnny Leach        | Ladislav Štípek Václav Tereba        |
| 1948 | Wembley        | Ladislav Štípek Bohumil Váňa      | Adrian Haydon Ferenc Soós           | Victor Barna Richard Bergmann        |
| 1948 | Wembley        | Ladislav Štípek Bohumil Váňa      | Adrian Haydon Ferenc Soós           | Heinrich Bednar Herbert Wunsch       |
| 1949 | Stockholm      | Ivan Andreadis František Tokár    | Ladislav Štípek Bohumil Váňa        | Richard Bergmann Tage Flisberg       |
| 1949 | Stockholm      | Ivan Andreadis František Tokár    | Ladislav Štípek Bohumil Váňa        | Douglas Cartland Dick Miles          |
| 1950 | Budapest       | Ferenc Sidó Ferenc Soós           | Ivan Andreadis František Tokár      | Ladislav Štípek Bohumil Váňa         |
| 1950 | Budapest       | Ferenc Sidó Ferenc Soós           | Ivan Andreadis František Tokár      | Václav Tereba Josef Turnovský        |
| 1951 | Wien           | Ivan Andreadis Bohumil Váňa       | József Kóczián Ferenc Sidó          | Jack Carrington Johnny Leach         |
| 1951 | Wien           | Ivan Andreadis Bohumil Váňa       | József Kóczián Ferenc Sidó          | Ladislav Štípek František Tokár      |
| 1952 | Bombay         | Norikazu Fujii Tadaaki Hayashi    | Richard Bergmann Johnny Leach       | Victor Barna Adrian Haydon           |
| 1952 | Bombay         | Norikazu Fujii Tadaaki Hayashi    | Richard Bergmann Johnny Leach       | Douglas Cartland Marty Reisman       |
| 1953 | Bukarest       | József Kóczián Ferenc Sidó        | Richard Bergmann Johnny Leach       | Ivan Andreadis Bohumil Váňa          |
| 1953 | Bukarest       | József Kóczián Ferenc Sidó        | Richard Bergmann Johnny Leach       | Victor Barna Adrian Haydon           |
| 1954 | Wembley        | Žarko Dolinar Vilim Harangozo     | Victor Barna Michel Haguenauer      | Ichirō Ogimura Yoshio Tomita         |
| 1954 | Wembley        | Žarko Dolinar Vilim Harangozo     | Victor Barna Michel Haguenauer      | Adolf Šlár Václav Tereba             |
| 1955 | Utrecht        | Ivan Andreadis Ladislav Štípek    | Žarko Dolinar Vilim Harangozo       | József Kóczián Ferenc Sidó           |
| 1955 | Utrecht        | Ivan Andreadis Ladislav Štípek    | Žarko Dolinar Vilim Harangozo       | Ichirō Ogimura Yoshio Tomita         |
| 1956 | Tokio          | Ichirō Ogimura Yoshio Tomita      | Ivan Andreadis Ladislav Štípek      | Toshiaki Tanaka Keisuke Tsunoda      |
| 1956 | Tokio          | Ichirō Ogimura Yoshio Tomita      | Ivan Andreadis Ladislav Štípek      | Václav Tereba Ludvík Vyhnanovský     |
| 1957 | Stockholm      | Ivan Andreadis Ladislav Štípek    | Ichirō Ogimura Toshiaki Tanaka      | Elemér Gyetvai Ferenc Sidó           |
| 1957 | Stockholm      | Ivan Andreadis Ladislav Štípek    | Ichirō Ogimura Toshiaki Tanaka      | Toshihiko Miyata Keisuke Tsunoda     |
| 1959 | Dortmund       | Teruo Murakami Ichirō Ogimura     | Ladislav Štípek Ludvík Vyhnanovský  | Hans Alsér Ake Rakell                |
| 1959 | Dortmund       | Teruo Murakami Ichirō Ogimura     | Ladislav Štípek Ludvík Vyhnanovský  | Zoltán Berczik László Földy          |
| 1961 | Peking         | Nobuya Hoshino Kōji Kimura        | Zoltán Berczik Ferenc Sidó          | Li Furong Zhuang Zedong              |
| 1961 | Peking         | Nobuya Hoshino Kōji Kimura        | Zoltán Berczik Ferenc Sidó          | Wang Jiasheng Zhou Lansun            |
| 1963 | Prag           | Wang Zhiliang Zhang Xielin        | Xu Yinsheng Zhuang Zedong           | Ken Konaka Keiichi Miki              |
| 1963 | Prag           | Wang Zhiliang Zhang Xielin        | Xu Yinsheng Zhuang Zedong           | Li Furong Wang Jiasheng              |
| 1965 | Ljubljana      | Xu Yinsheng Zhuang Zedong         | Wang Zhiliang Zhang Xielin          | Li Furong Wang Jiasheng              |
| 1965 | Ljubljana      | Xu Yinsheng Zhuang Zedong         | Wang Zhiliang Zhang Xielin          | Yu Changchun Zhou Lansun             |
| 1967 | Stockholm      | Hans Alsér Kjell Johansson        | Anatoli Amelin Stanislaw Gomoskow   | Nobuhiko Hasegawa Mitsuru Kohno      |
| 1967 | Stockholm      | Hans Alsér Kjell Johansson        | Anatoli Amelin Stanislaw Gomoskow   | Vladimír Miko Jaroslav Staněk        |
| 1969 | München        | Hans Alsér Kjell Johansson        | Nobuhiko Hasegawa Tokio Tasaka      | Anatoli Amelin Stanislaw Gomoskow    |
| 1969 | München        | Hans Alsér Kjell Johansson        | Nobuhiko Hasegawa Tokio Tasaka      | Shigeo Itō Mitsuru Kohno             |
| 1971 | Nagoya         | István Jónyer Tibor Klampár       | Liang Geliang Zhuang Zedong         | Katsuyuki Abe Yujiro Imano           |
| 1971 | Nagoya         | István Jónyer Tibor Klampár       | Liang Geliang Zhuang Zedong         | Nobuhiko Hasegawa Tokio Tasaka       |
| 1973 | Sarajevo       | Stellan Bengtsson Kjell Johansson | István Jónyer Tibor Klampár         | Jean-Denis Constant Jacques Secrétin |
| 1973 | Sarajevo       | Stellan Bengtsson Kjell Johansson | István Jónyer Tibor Klampár         | Antun Stipančić Dragutin Šurbek      |
| 1975 | Kalkutta       | Gábor Gergely István Jónyer       | Antun Stipančić Dragutin Šurbek     | Katsuyuki Abe Shigeo Itō             |
| 1975 | Kalkutta       | Gábor Gergely István Jónyer       | Antun Stipančić Dragutin Šurbek     | Jean-Denis Constant Jacques Secrétin |
| 1977 | Birmingham     | Li Zhenshi Liang Geliang          | Huang Liang Lu Yuansheng            | Stellan Bengtsson Kjell Johansson    |
| 1977 | Birmingham     | Li Zhenshi Liang Geliang          | Huang Liang Lu Yuansheng            | Antun Stipančić Dragutin Šurbek      |
| 1979 | Pjöngjang      | Antun Stipančić Dragutin Šurbek   | István Jónyer Tibor Klampár         | Guo Yuehua Liang Geliang             |
| 1979 | Pjöngjang      | Antun Stipančić Dragutin Šurbek   | István Jónyer Tibor Klampár         | Li Zhenshi Wang Huiyuan              |
| 1981 | Novi Sad       | Cai Zhenhua Li Zhenshi            | Guo Yuehua Xie Saike                | Patrick Birocheau Jacques Secrétin   |
| 1981 | Novi Sad       | Cai Zhenhua Li Zhenshi            | Guo Yuehua Xie Saike                | Antun Stipančić Dragutin Šurbek      |
| 1983 | Tokio          | Zoran Kalinić Dragutin Šurbek     | Jiang Jialiang Xie Saike            | Hiroyuki Abe Seiji Ono               |
| 1983 | Tokio          | Zoran Kalinić Dragutin Šurbek     | Jiang Jialiang Xie Saike            | Wang Huiyuan Yang Yuehua             |
| 1985 | Göteborg       | Mikael Appelgren Ulf Carlsson     | Milan Orlowski Jindřich Panský      | Cai Zhenhua Jiang Jialiang           |
| 1985 | Göteborg       | Mikael Appelgren Ulf Carlsson     | Milan Orlowski Jindřich Panský      | Fan Changmao He Zhiwen               |
| 1987 | Neu-Delhi      | Chen Longcan Wei Qingguang        | Ilija Lupulesku Zoran Primorac      | Ahn Jae-hyung Yoo Nam-kyu            |
| 1987 | Neu-Delhi      | Chen Longcan Wei Qingguang        | Ilija Lupulesku Zoran Primorac      | Andrzej Grubba Leszek Kucharski      |
| 1989 | Dortmund       | Steffen Fetzner Jörg Roßkopf      | Zoran Kalinić Leszek Kucharski      | Chen Longcan Wei Qingguang           |
| 1989 | Dortmund       | Steffen Fetzner Jörg Roßkopf      | Zoran Kalinić Leszek Kucharski      | Hui Jun Teng Yi                      |
| 1991 | Chiba City     | Peter Karlsson Thomas von Scheele | Lü Lin Wang Tao                     | Erik Lindh Jörgen Persson            |
| 1991 | Chiba City     | Peter Karlsson Thomas von Scheele | Lü Lin Wang Tao                     | Andrei Masunow Dmitri Masunow        |
| 1993 | Göteborg       | Lü Lin Wang Tao                   | Ma Wenge Zhang Lei                  | Kim Taek-soo Yoo Nam-kyu             |
| 1993 | Göteborg       | Lü Lin Wang Tao                   | Ma Wenge Zhang Lei                  | Lin Zhigang Liu Guoliang             |
| 1995 | Tianjin        | Lü Lin Wang Tao                   | Zoran Primorac Uladsimir Samsonau   | Damien Éloi Jean-Philippe Gatien     |
| 1995 | Tianjin        | Lü Lin Wang Tao                   | Zoran Primorac Uladsimir Samsonau   | Lin Zhigang Liu Guoliang             |
| 1997 | Manchester     | Kong Linghui Liu Guoliang         | Jörgen Persson Jan-Ove Waldner      | Damien Éloi Jean-Philippe Gatien     |
| 1997 | Manchester     | Kong Linghui Liu Guoliang         | Jörgen Persson Jan-Ove Waldner      | Kōji Matsushita Hiroshi Shibutani    |
| 1999 | Eindhoven      | Kong Linghui Liu Guoliang         | Wang Liqin Yan Sen                  | Kim Taek-soo Park Sang-joon          |
| 1999 | Eindhoven      | Kong Linghui Liu Guoliang         | Wang Liqin Yan Sen                  | Zoran Primorac Uladsimir Samsonau    |
| 2001 | Osaka          | Wang Liqin Yan Sen                | Kong Linghui Liu Guoliang           | Chang Yen-Shu Chiang Peng-Lung       |
| 2001 | Osaka          | Wang Liqin Yan Sen                | Kong Linghui Liu Guoliang           | Kim Taek-soo Oh Sang-eun             |
| 2003 | Paris          | Wang Liqin Yan Sen                | Kong Linghui Wang Hao               | Kim Taek-soo Oh Sang-eun             |
| 2003 | Paris          | Wang Liqin Yan Sen                | Kong Linghui Wang Hao               | Ma Lin Qin Zhijian                   |
| 2005 | Shanghai       | Kong Linghui Wang Hao             | Timo Boll Christian Süß             | Chen Qi Ma Lin                       |
| 2005 | Shanghai       | Kong Linghui Wang Hao             | Timo Boll Christian Süß             | Wang Liqin Yan Sen                   |
| 2007 | Zagreb         | Chen Qi Ma Lin                    | Wang Hao Wang Liqin                 | Chang Yen-Shu Chiang Peng-Lung       |
| 2007 | Zagreb         | Chen Qi Ma Lin                    | Wang Hao Wang Liqin                 | Ko Lai Chak Li Ching                 |
| 2009 | Yokohama       | Chen Qi Wang Hao                  | Ma Long Xu Xin                      | Hao Shuai Zhang Jike                 |
| 2009 | Yokohama       | Chen Qi Wang Hao                  | Ma Long Xu Xin                      | Seiya Kishikawa Jun Mizutani         |
| 2011 | Rotterdam      | Ma Long Xu Xin                    | Chen Qi Ma Lin                      | Jung Young-sik Kim Min-seok          |
| 2011 | Rotterdam      | Ma Long Xu Xin                    | Chen Qi Ma Lin                      | Wang Hao Zhang Jike                  |
| 2013 | Paris          | Chen Chien-An Chuang Chih-Yuan    | Hao Shuai Ma Lin                    | Seiya Kishikawa Jun Mizutani         |
| 2013 | Paris          | Chen Chien-An Chuang Chih-Yuan    | Hao Shuai Ma Lin                    | Wang Liqin Zhou Yu                   |
| 2015 | Suzhou         | Xu Xin Zhang Jike                 | Fan Zhendong Zhou Yu                | Lee Sang-su Seo Hyun-deok            |
| 2015 | Suzhou         | Xu Xin Zhang Jike                 | Fan Zhendong Zhou Yu                | Kenta Matsudaira Kōki Niwa           |
| 2017 | Düsseldorf     | Fan Zhendong Xu Xin               | Masataka Morizono Yuya Oshima       | Jung Young-sik Lee Sang-su           |
| 2017 | Düsseldorf     | Fan Zhendong Xu Xin               | Masataka Morizono Yuya Oshima       | Kōki Niwa Maharu Yoshimura           |
| 2019 | Budapest       | Ma Long Wang Chuqin               | Ovidiu Ionescu Álvaro Robles        | Tiago Apolónia João Monteiro         |
| 2019 | Budapest       | Ma Long Wang Chuqin               | Ovidiu Ionescu Álvaro Robles        | Liang Jingkun Lin Gaoyuan            |
| 2021 | Houston        | Mattias Falck Kristian Karlsson   | Jang Woo-jin Lim Jong-hoon          | Lin Gaoyuan Liang Jingkun            |
| 2021 | Houston        | Mattias Falck Kristian Karlsson   | Jang Woo-jin Lim Jong-hoon          | Shunsuke Togami Yukiya Uda           |
| 2023 | Durban         | Fan Zhendong Wang Chuqin          | Jang Woo-jin Lim Jong-hoon          | Lee Sang-su Cho Daeseong             |
| 2023 | Durban         | Fan Zhendong Wang Chuqin          | Jang Woo-jin Lim Jong-hoon          | Dimitrij Ovtcharov Patrick Franziska |

#### Damen
| Jahr | Austragungsort | Gold                                      | Silber                                    | Bronze                                    |
| ---- | -------------- | ----------------------------------------- | ----------------------------------------- | ----------------------------------------- |
| 1928 | Stockholm      | Fanchette Flamm Mária Mednyánszky         | Doris Gubbins Brenda Sommerville          | Joan Ingram Winifred Land                 |
| 1929 | Budapest       | Erika Metzger Mona Rüster                 | Fanchette Flamm Gertrude Wildam           | Magda Gál Ilona Zador                     |
| 1929 | Budapest       | Erika Metzger Mona Rüster                 | Fanchette Flamm Gertrude Wildam           | Mária Mednyánszky Anna Sipos              |
| 1930 | Berlin         | Mária Mednyánszky Anna Sipos              | Magda Gál Marta Komaromi                  | Josefine Kolbe Etta Neumann               |
| 1930 | Berlin         | Mária Mednyánszky Anna Sipos              | Magda Gál Marta Komaromi                  | Helly Reitzer Gertrude Wildam             |
| 1931 | Budapest       | Mária Mednyánszky Anna Sipos              | Magda Gál Lili Tiszai                     | Lili Forbath Helly Reitzer                |
| 1931 | Budapest       | Mária Mednyánszky Anna Sipos              | Magda Gál Lili Tiszai                     | Mona Rüster Marie Šmídová                 |
| 1932 | Prag           | Mária Mednyánszky Anna Sipos              | Anna Braunova Marie Šmídová               | Anita Denker Magda Gál                    |
| 1932 | Prag           | Mária Mednyánszky Anna Sipos              | Anna Braunova Marie Šmídová               | Vera Pavlaskova Berta Zdobnicka           |
| 1933 | Baden          | Mária Mednyánszky Anna Sipos              | Magda Gál Emiline Racz                    | Anita Felguth Annemarie Schulz            |
| 1933 | Baden          | Mária Mednyánszky Anna Sipos              | Magda Gál Emiline Racz                    | Jožka Veselská Marie Walterová            |
| 1934 | Paris          | Mária Mednyánszky Anna Sipos              | Anita Felguth Astrid Krebsbach            | Hilde Bussmann Magda Gál                  |
| 1934 | Paris          | Mária Mednyánszky Anna Sipos              | Anita Felguth Astrid Krebsbach            | Marie Kettnerová Marie Šmídová            |
| 1935 | Wembley        | Mária Mednyánszky Anna Sipos              | Marie Kettnerová Marie Šmídová            | L. Booker Hilde Bussmann                  |
| 1935 | Wembley        | Mária Mednyánszky Anna Sipos              | Marie Kettnerová Marie Šmídová            | Anita Felguth Astrid Krebsbach            |
| 1936 | Prag           | Marie Kettnerová Marie Šmídová            | Vlasta Depetrisová Věra Votrubcová        | Ruth Aarons Jessie Purves                 |
| 1936 | Prag           | Marie Kettnerová Marie Šmídová            | Vlasta Depetrisová Věra Votrubcová        | Magda Gál Mária Mednyánszky               |
| 1937 | Baden          | Vlasta Depetrisová Věra Votrubcová        | Margaret Osborne Wendy Woodhead           | Lillian Hutchings Stefanie Werle          |
| 1937 | Baden          | Vlasta Depetrisová Věra Votrubcová        | Margaret Osborne Wendy Woodhead           | Marie Kettnerová Annemarie Schulz         |
| 1938 | Wembley        | Vlasta Depetrisová Věra Votrubcová        | Dóra Beregi Ida Ferenczy                  | Dora Emdin Margaret Osborne               |
| 1938 | Wembley        | Vlasta Depetrisová Věra Votrubcová        | Dóra Beregi Ida Ferenczy                  | Phyllis Hodgkinson Doris Jordan           |
| 1939 | Kairo          | Hilde Bussmann Gertrude Pritzi            | Sari Kolosvary Angelica Rozeanu           | Vlasta Deptrisova Věra Votrubcová         |
| 1939 | Kairo          | Hilde Bussmann Gertrude Pritzi            | Sari Kolosvary Angelica Rozeanu           | Marie Kettnerová Samiha Naili             |
| 1947 | Paris          | Gizella Farkas Gertrude Pritzi            | Mae Clouther Reba Monness                 | Mary Detournay Josee Wouters              |
| 1947 | Paris          | Gizella Farkas Gertrude Pritzi            | Mae Clouther Reba Monness                 | Davida Hawthorn Leah Thall                |
| 1948 | Wembley        | Margaret Franks Vera Thomas               | Dóra Beregi Helen Elliot                  | Audrey Fowler Irene Lentle                |
| 1948 | Wembley        | Margaret Franks Vera Thomas               | Dóra Beregi Helen Elliot                  | Leah Thall Thelma Thall                   |
| 1949 | Stockholm      | Helen Elliot Gizella Farkas               | Lilian Barnes Joan Crosby                 | Eliska Fürstova Ida Kotakova              |
| 1949 | Stockholm      | Helen Elliot Gizella Farkas               | Lilian Barnes Joan Crosby                 | Rozsi Karpati Erzsebet Mezei              |
| 1950 | Budapest       | Dóra Beregi Helen Elliot                  | Gizella Farkas Angelica Adelstein-Rozeanu | Vera Dace Margaret Franks                 |
| 1950 | Budapest       | Dóra Beregi Helen Elliot                  | Gizella Farkas Angelica Adelstein-Rozeanu | Eliska Fürstova Kveta Hruskova            |
| 1951 | Wien           | Diane Rowe Rosalind Rowe                  | Angelica Adelstein-Rozeanu Sari Szasz     | Gizella Farkas Rozsi Karpati              |
| 1951 | Wien           | Diane Rowe Rosalind Rowe                  | Angelica Adelstein-Rozeanu Sari Szasz     | Pauline Ichkoff Leah Thall                |
| 1952 | Bombay         | Shizuka Narahara Tomie Nishimura          | Diane Rowe Rosalind Rowe                  | Helen Elliott Ermelinde Wertl             |
| 1952 | Bombay         | Shizuka Narahara Tomie Nishimura          | Diane Rowe Rosalind Rowe                  | Gizella Farkas Edit Sagi                  |
| 1953 | Bukarest       | Gizella Gervai Angelica Adelstein-Rozeanu | Diane Rowe Rosalind Rowe                  | Kathleen Best Ermelinde Wertl             |
| 1953 | Bukarest       | Gizella Gervai Angelica Adelstein-Rozeanu | Diane Rowe Rosalind Rowe                  | Zsuzsa Fantusz Edit Sagi                  |
| 1954 | Wembley        | Diane Rowe Rosalind Rowe                  | Kathleen Best Ann Haydon                  | Fujie Eguchi Kiiko Watanabe               |
| 1954 | Wembley        | Diane Rowe Rosalind Rowe                  | Kathleen Best Ann Haydon                  | Gizella Gervai Angelica Adelstein-Rozeanu |
| 1955 | Utrecht        | Angelica Adelstein-Rozeanu Ella Zeller    | Diane Rowe Rosalind Rowe                  | Fujie Eguchi Kiiko Watanabe               |
| 1955 | Utrecht        | Angelica Adelstein-Rozeanu Ella Zeller    | Diane Rowe Rosalind Rowe                  | Shizuka Narahara Yoshiko Tanaka           |
| 1956 | Tokio          | Angelica Adelstein-Rozeanu Ella Zeller    | Fujie Eguchi Kiiko Watanabe               | Ann Haydon Diane Rowe                     |
| 1956 | Tokio          | Angelica Adelstein-Rozeanu Ella Zeller    | Fujie Eguchi Kiiko Watanabe               | Tomie Okawa Yoshiko Tanaka                |
| 1957 | Stockholm      | Lívia Mossóczy Agnes Simon                | Ann Haydon Diane Rowe                     | Maria Alexandru Helen Elliot              |
| 1957 | Stockholm      | Lívia Mossóczy Agnes Simon                | Ann Haydon Diane Rowe                     | Angelica Adelstein-Rozeanu Ella Zeller    |
| 1959 | Dortmund       | Taeko Namba Kazuko Yamaizumi              | Fujie Eguchi Kimiyo Matsuzaki             | Ann Haydon Diane Rowe                     |
| 1959 | Dortmund       | Taeko Namba Kazuko Yamaizumi              | Fujie Eguchi Kimiyo Matsuzaki             | Qiu Zhonghui Sun Meiying                  |
| 1961 | Peking         | Maria Alexandru Georgita Pitica           | Qiu Zhonghui Sun Meiying                  | Han Yuzhen Liang Lizhen                   |
| 1961 | Peking         | Maria Alexandru Georgita Pitica           | Qiu Zhonghui Sun Meiying                  | Hu Keming Wang Jian                       |
| 1963 | Prag           | Kimiyo Matsuzaki Masako Seki              | Diane Rowe Mary Shannon                   | Kazuko Itō Noriko Yamanaka                |
| 1963 | Prag           | Kimiyo Matsuzaki Masako Seki              | Diane Rowe Mary Shannon                   | Qiu Zhonghui Wang Jian                    |
| 1965 | Ljubljana      | Lin Huiqing Zheng Minzhi                  | Masako Seki Noriko Yamanaka               | Feng Mengya Li Li                         |
| 1965 | Ljubljana      | Lin Huiqing Zheng Minzhi                  | Masako Seki Noriko Yamanaka               | Li Henan Liang Lizhen                     |
| 1967 | Stockholm      | Saeko Hirota Sachiko Morisawa             | Naoko Fukatsu Noriko Yamanaka             | Swetlana Grinberg Soja Rudnowa            |
| 1967 | Stockholm      | Saeko Hirota Sachiko Morisawa             | Naoko Fukatsu Noriko Yamanaka             | Erzsébet Jurik Éva Kóczián                |
| 1969 | München        | Swetlana Grinberg Soja Rudnowa            | Maria Alexandru Eleonora Mihalca          | Choi Hwan-hwan Choi Jung-sook             |
| 1969 | München        | Swetlana Grinberg Soja Rudnowa            | Maria Alexandru Eleonora Mihalca          | Jitka Karlíková Ilona Vostova             |
| 1971 | Nagoya         | Lin Huiqing Zheng Minzhi                  | Mieko Hirano Reiko Sakamoto               | Miho Hamada Yukie Ōzeki                   |
| 1971 | Nagoya         | Lin Huiqing Zheng Minzhi                  | Mieko Hirano Reiko Sakamoto               | Yukiko Kawamorita Setsuko Kobori          |
| 1973 | Sarajevo       | Maria Alexandru Miho Hamada               | Lin Meiqun Qiu Baoqin                     | Tazuko Abe Tomie Edano                    |
| 1973 | Sarajevo       | Maria Alexandru Miho Hamada               | Lin Meiqun Qiu Baoqin                     | Jill Hammersley Beatrix Kisházi           |
| 1975 | Kalkutta       | Maria Alexandru Shoko Takahashi           | Lin Meiqun Zhu Xiangyun                   | Elmira Antonyan Tatjana Ferdman           |
| 1975 | Kalkutta       | Maria Alexandru Shoko Takahashi           | Lin Meiqun Zhu Xiangyun                   | Yukie Ōzeki Sachiko Yokota                |
| 1977 | Birmingham     | Pak Yong-ok Yang Ying                     | Wei Lijie Zhu Xiangyun                    | Ge Xinai Zhang Li                         |
| 1977 | Birmingham     | Pak Yong-ok Yang Ying                     | Wei Lijie Zhu Xiangyun                    | Kim Soon-ok Lee Ki-won                    |
| 1979 | Pjöngjang      | Zhang Deying Zhang Li                     | Ge Xinai Yan Guili                        | Li Song-suk Ro Jong-suk                   |
| 1979 | Pjöngjang      | Zhang Deying Zhang Li                     | Ge Xinai Yan Guili                        | Erzsebet Palatinus Gordana Perkučin       |
| 1981 | Novi Sad       | Cao Yanhua Zhang Deying                   | Pu Qijuan Tong Ling                       | An Hae-sook Hwang Nam-sook                |
| 1981 | Novi Sad       | Cao Yanhua Zhang Deying                   | Pu Qijuan Tong Ling                       | Huang Junqun Yan Guili                    |
| 1983 | Tokio          | Dai Lili Shen Jianping                    | Geng Lijuan Huang Junqun                  | Cao Yanhua Ni Xialian                     |
| 1983 | Tokio          | Dai Lili Shen Jianping                    | Geng Lijuan Huang Junqun                  | Pu Qijuan Tong Ling                       |
| 1985 | Göteborg       | Dai Lili Geng Lijuan                      | Cao Yanhua Ni Xialian                     | Guan Jianhua Tong Ling                    |
| 1985 | Göteborg       | Dai Lili Geng Lijuan                      | Cao Yanhua Ni Xialian                     | Jiao Zhimin Qi Baoxiang                   |
| 1987 | Neu-Delhi      | Hyun Jung-hwa Yang Young-ja               | Dai Lili Li Huifen                        | Cho Jung-hui Li Bun-hui                   |
| 1987 | Neu-Delhi      | Hyun Jung-hwa Yang Young-ja               | Dai Lili Li Huifen                        | He Zhili Jiao Zhimin                      |
| 1989 | Dortmund       | Deng Yaping Qiao Hong                     | Chen Jing Hu Xiaoxin                      | Ding Yaping Li Jun                        |
| 1989 | Dortmund       | Deng Yaping Qiao Hong                     | Chen Jing Hu Xiaoxin                      | Gao Jun Liu Wei                           |
| 1991 | Chiba City     | Chen Zihe Gao Jun                         | Deng Yaping Qiao Hong                     | Ding Yaping Li Jun                        |
| 1991 | Chiba City     | Chen Zihe Gao Jun                         | Deng Yaping Qiao Hong                     | Hu Xiaoxin Liu Wei                        |
| 1993 | Göteborg       | Liu Wei Qiao Yunping                      | Deng Yaping Qiao Hong                     | Chai Po Wa Chan Tan Lui                   |
| 1993 | Göteborg       | Liu Wei Qiao Yunping                      | Deng Yaping Qiao Hong                     | Chen Zihe Gao Jun                         |
| 1995 | Tianjin        | Deng Yaping Qiao Hong                     | Liu Wei Qiao Yunping                      | Csilla Bátorfi Krisztina Tóth             |
| 1995 | Tianjin        | Deng Yaping Qiao Hong                     | Liu Wei Qiao Yunping                      | Wang Chen Wu Na                           |
| 1997 | Manchester     | Deng Yaping Yang Ying                     | Li Ju Wang Nan                            | Chai Po Wa Qiao Yunping                   |
| 1997 | Manchester     | Deng Yaping Yang Ying                     | Li Ju Wang Nan                            | Cheng Hongxia Wang Hui                    |
| 1999 | Eindhoven      | Li Ju Wang Nan                            | Sun Jin Yang Ying                         | Kim Moo-kyo Park Hae-jung                 |
| 1999 | Eindhoven      | Li Ju Wang Nan                            | Sun Jin Yang Ying                         | Zhang Yingying Zhang Yining               |
| 2001 | Osaka          | Li Ju Wang Nan                            | Sun Jin Yang Ying                         | Mayu Kawagoe Akiko Takeda                 |
| 2001 | Osaka          | Li Ju Wang Nan                            | Sun Jin Yang Ying                         | Zhang Yingying Zhang Yining               |
| 2003 | Paris          | Wang Nan Zhang Yining                     | Guo Yue Niu Jianfeng                      | Lee Eun-sil Seok Eun-mi                   |
| 2003 | Paris          | Wang Nan Zhang Yining                     | Guo Yue Niu Jianfeng                      | Li Jia Li Ju                              |
| 2005 | Shanghai       | Wang Nan Zhang Yining                     | Guo Yue Niu Jianfeng                      | Bai Yang Guo Yan                          |
| 2005 | Shanghai       | Wang Nan Zhang Yining                     | Guo Yue Niu Jianfeng                      | Tie Ya Na Zhang Rui                       |
| 2007 | Zagreb         | Wang Nan Zhang Yining                     | Guo Yue Li Xiaoxia                        | Kim Kyung-ah Park Mi-young                |
| 2007 | Zagreb         | Wang Nan Zhang Yining                     | Guo Yue Li Xiaoxia                        | Li Jiawei Wang Yuegu                      |
| 2009 | Yokohama       | Guo Yue Li Xiaoxia                        | Ding Ning Guo Yan                         | Jiang Huajun Tie Ya Na                    |
| 2009 | Yokohama       | Guo Yue Li Xiaoxia                        | Ding Ning Guo Yan                         | Kim Kyung-ah Park Mi-young                |
| 2011 | Rotterdam      | Guo Yue Li Xiaoxia                        | Ding Ning Guo Yan                         | Jiang Huajun Tie Ya Na                    |
| 2011 | Rotterdam      | Guo Yue Li Xiaoxia                        | Ding Ning Guo Yan                         | Kim Kyung-ah Park Mi-young                |
| 2013 | Paris          | Guo Yue Li Xiaoxia                        | Ding Ning Liu Shiwen                      | Chen Meng Zhu Yuling                      |
| 2013 | Paris          | Guo Yue Li Xiaoxia                        | Ding Ning Liu Shiwen                      | Feng Tianwei Yu Mengyu                    |
| 2015 | Suzhou         | Liu Shiwen Zhu Yuling                     | Ding Ning Li Xiaoxia                      | Feng Tianwei Yu Mengyu                    |
| 2015 | Suzhou         | Liu Shiwen Zhu Yuling                     | Ding Ning Li Xiaoxia                      | Li Jie Li Qian                            |
| 2017 | Düsseldorf     | Ding Ning Liu Shiwen                      | Chen Meng Zhu Yuling                      | Feng Tianwei Yu Mengyu                    |
| 2017 | Düsseldorf     | Ding Ning Liu Shiwen                      | Chen Meng Zhu Yuling                      | Hina Hayata Mima Ito                      |
| 2019 | Budapest       | Sun Yingsha Wang Manyu                    | Hina Hayata Mima Itō                      | Honoka Hashimoto Hitomi Satō              |
| 2019 | Budapest       | Sun Yingsha Wang Manyu                    | Hina Hayata Mima Itō                      | Chen Meng Zhu Yuling                      |
| 2021 | Houston        | Sun Yingsha Wang Manyu                    | Hina Hayata Mima Itō                      | Chen Meng Qian Tianyi                     |
| 2021 | Houston        | Sun Yingsha Wang Manyu                    | Hina Hayata Mima Itō                      | Ni Xialian Sarah De Nutte                 |
| 2023 | Durban         | Wang Yidi Chen Meng                       | Jeon Ji-hee Shin Yu-bin                   | Sun Yingsha Wang Manyu                    |
| 2023 | Durban         | Wang Yidi Chen Meng                       | Jeon Ji-hee Shin Yu-bin                   | Miyu Nagasaki Miyuu Kihara                |

#### Mixed
| Jahr | Austragungsort | Gold                                    | Silber                            | Bronze                                          |
| ---- | -------------- | --------------------------------------- | --------------------------------- | ----------------------------------------------- |
| 1926 | London         | Zoltán Mechlovits Mária Mednyánszky     | Roland Jacobi G. Gleeson          | H.A. Bennett Winifred Land                      |
| 1926 | London         | Zoltán Mechlovits Mária Mednyánszky     | Roland Jacobi G. Gleeson          | Eduard Freudenheim Gertrude Wildam              |
| 1928 | Stockholm      | Zoltán Mechlovits Mária Mednyánszky     | Dániel Pécsi Erika Metzger        | Charles Bull Joan Ingram                        |
| 1928 | Stockholm      | Zoltán Mechlovits Mária Mednyánszky     | Dániel Pécsi Erika Metzger        | Fred Perry Winifred Land                        |
| 1929 | Budapest       | István Kelen Anna Sipos                 | László Bellák Magda Gál           | Alfred Liebster Gertrude Wildam                 |
| 1929 | Budapest       | István Kelen Anna Sipos                 | László Bellák Magda Gál           | Zoltán Mechlovits Mária Mednyánszky             |
| 1930 | Berlin         | Miklós Szabados Mária Mednyánszky       | István Kelen Anna Sipos           | Victor Barna Magda Gál                          |
| 1930 | Berlin         | Miklós Szabados Mária Mednyánszky       | István Kelen Anna Sipos           | Sándor Glancz Ingeborg Carnatz                  |
| 1931 | Budapest       | Miklós Szabados Mária Mednyánszky       | Victor Barna Anna Sipos           | László Bellák Marta Komaromi                    |
| 1931 | Budapest       | Miklós Szabados Mária Mednyánszky       | Victor Barna Anna Sipos           | Sándor Glancz Magda Gál                         |
| 1932 | Prag           | Victor Barna Anna Sipos                 | Miklós Szabados Mária Mednyánszky | Sándor Glancz Magda Gál                         |
| 1932 | Prag           | Victor Barna Anna Sipos                 | Miklós Szabados Mária Mednyánszky | Jaroslav Jilek Marie Šmídová                    |
| 1933 | Baden          | István Kelen Mária Mednyánszky          | Sándor Glancz Magda Gál           | Victor Barna Anna Sipos                         |
| 1933 | Baden          | István Kelen Mária Mednyánszky          | Sándor Glancz Magda Gál           | Nikita Madjaroglou Annemarie Schulz             |
| 1934 | Paris          | Miklós Szabados Mária Mednyánszky       | Victor Barna Anna Sipos           | László Bellák Kathleen Berry                    |
| 1934 | Paris          | Miklós Szabados Mária Mednyánszky       | Victor Barna Anna Sipos           | Stanislav Kolář Marie Šmídová                   |
| 1935 | Wembley        | Victor Barna Anna Sipos                 | Stanislav Kolář Marie Kettnerová  | Adrian Haydon Margaret Osborne                  |
| 1935 | Wembley        | Victor Barna Anna Sipos                 | Stanislav Kolář Marie Kettnerová  | Miklós Szabados Mária Mednyánszky               |
| 1936 | Prag           | Miloslav Hamr Gertrude Kleinová         | István Kelen Mária Mednyánszky    | Stanislav Kolář Marie Šmídová                   |
| 1936 | Prag           | Miloslav Hamr Gertrude Kleinová         | István Kelen Mária Mednyánszky    | Helmut Ulrich Annemarie Schulz                  |
| 1937 | Baden          | Bohumil Váňa Věra Votrubcová            | Stanislav Kolář Marie Kettnerová  | Abe Berenbaum Emily Fuller                      |
| 1937 | Baden          | Bohumil Váňa Věra Votrubcová            | Stanislav Kolář Marie Kettnerová  | Geza Eros Angelica Rozeanu                      |
| 1938 | Wembley        | László Bellák Wendy Woodhead            | Bohumil Váňa Věra Votrubcová      | Alfred Liebster Gertrude Pritzi                 |
| 1938 | Wembley        | László Bellák Wendy Woodhead            | Bohumil Váňa Věra Votrubcová      | Vaclav Tereba Marie Kettnerová                  |
| 1939 | Kairo          | Bohumil Váňa Věra Votrubcová            | Vaclav Tereba Marie Kettnerová    | Marcel Geargoura Hilde Bussmann                 |
| 1939 | Kairo          | Bohumil Váňa Věra Votrubcová            | Vaclav Tereba Marie Kettnerová    | Mansour Helmy Gertrude Pritzi                   |
| 1947 | Paris          | Ferenc Soos Gizella Farkas              | Adolf Slar Vlasta Depetrisová     | Victor Barna Margaret Franks                    |
| 1947 | Paris          | Ferenc Soos Gizella Farkas              | Adolf Slar Vlasta Depetrisová     | William Holzrichter Davida Hawthorn             |
| 1948 | Wembley        | Dick Miles Thelma Thall                 | Bohumil Váňa Vlasta Pokorna       | Richard Bergmann Dóra Beregi                    |
| 1948 | Wembley        | Dick Miles Thelma Thall                 | Bohumil Váňa Vlasta Pokorna       | Ferenc Sidó Angelica Adelstein-Rozeanu          |
| 1949 | Stockholm      | Ferenc Sidó Gizella Farkas              | Bohumil Váňa Kveta Hruskova       | Johnny Leach Margaret Franks                    |
| 1949 | Stockholm      | Ferenc Sidó Gizella Farkas              | Bohumil Váňa Kveta Hruskova       | Martin Reisman Peggy McLean                     |
| 1950 | Budapest       | Ferenc Sidó Gizella Farkas              | Bohumil Váňa Kveta Hruskova       | Ivan Andreadis Eliška Fürstová                  |
| 1950 | Budapest       | Ferenc Sidó Gizella Farkas              | Bohumil Váňa Kveta Hruskova       | Ladislav Štípek Angelica Adelstein-Rozeanu      |
| 1951 | Wien           | Bohumil Váňa Angelica Adelstein-Rozeanu | Vilim Harangozo Ermelinde Wertl   | József Kóczián Rozsi Karpati                    |
| 1951 | Wien           | Bohumil Váňa Angelica Adelstein-Rozeanu | Vilim Harangozo Ermelinde Wertl   | Johnny Leach Diane Rowe                         |
| 1952 | Bombay         | Ferenc Sidó Angelica Adelstein-Rozeanu  | Johnny Leach Diane Rowe           | Victor Barna Rosalind Rowe                      |
| 1952 | Bombay         | Ferenc Sidó Angelica Adelstein-Rozeanu  | Johnny Leach Diane Rowe           | József Kóczián Gizella Farkas                   |
| 1953 | Bukarest       | Ferenc Sidó Angelica Adelstein-Rozeanu  | Žarko Dolinar Ermelinde Wertl     | László Földy Éva Kóczián                        |
| 1953 | Bukarest       | Ferenc Sidó Angelica Adelstein-Rozeanu  | Žarko Dolinar Ermelinde Wertl     | József Kóczián Gizella Gervai                   |
| 1954 | Wembley        | Ivan Andreadis Gizella Gervai           | Yoshio Tomita Fujie Eguchi        | Victor Barna Rosalind Rowe                      |
| 1954 | Wembley        | Ivan Andreadis Gizella Gervai           | Yoshio Tomita Fujie Eguchi        | Žarko Dolinar Ermelinde Wertl                   |
| 1955 | Utrecht        | Kálmán Szepesi Éva Kóczián              | Aubrey Simons Helen Elliot        | Ladislav Štípek Eliska Krejcova                 |
| 1955 | Utrecht        | Kálmán Szepesi Éva Kóczián              | Aubrey Simons Helen Elliot        | Toshiaki Tanaka Shizuka Narahara                |
| 1956 | Tokio          | Erwin Klein Leah Neuberger              | Ivan Andreadis Ann Haydon         | Motoo Fujii Yoshiko Tanaka                      |
| 1956 | Tokio          | Erwin Klein Leah Neuberger              | Ivan Andreadis Ann Haydon         | Toma Reiter Ella Zeller                         |
| 1957 | Stockholm      | Ichiro Ogimura Fujie Eguchi             | Ivan Andreadis Ann Haydon         | Keisuke Tsunoda Taeko Namba                     |
| 1957 | Stockholm      | Ichiro Ogimura Fujie Eguchi             | Ivan Andreadis Ann Haydon         | Ludvik Vyhnanovsky Helen Elliot                 |
| 1959 | Dortmund       | Ichiro Ogimura Fujie Eguchi             | Teruo Murakami Kimiyo Matsuzaki   | Zoltán Berczik Gizella Lantos                   |
| 1959 | Dortmund       | Ichiro Ogimura Fujie Eguchi             | Teruo Murakami Kimiyo Matsuzaki   | Wang Chuanyao Sun Meiying                       |
| 1961 | Peking         | Ichiro Ogimura Kimiyo Matsuzaki         | Li Furong Han Yuzhen              | Nobuya Hoshino Masako Seki                      |
| 1961 | Peking         | Ichiro Ogimura Kimiyo Matsuzaki         | Li Furong Han Yuzhen              | Wang Chuanyao Sun Meiying                       |
| 1963 | Prag           | Koji Kimura Kazuko Itō                  | Keiichi Miki Masako Seki          | János Faházi Éva Kóczián                        |
| 1963 | Prag           | Koji Kimura Kazuko Itō                  | Keiichi Miki Masako Seki          | Zhuang Zedong Qiu Zhonghui                      |
| 1965 | Ljubljana      | Koji Kimura Masako Seki                 | Zhang Xielin Lin Huiqing          | Ken Konaka Naoko Fukatsu                        |
| 1965 | Ljubljana      | Koji Kimura Masako Seki                 | Zhang Xielin Lin Huiqing          | Zhuang Zedong Liang Lizhen                      |
| 1967 | Stockholm      | Nobuhiko Hasegawa Noriko Yamanaka       | Koji Kimura Naoko Fukatsu         | Anatoli Amelin Soja Rudnowa                     |
| 1967 | Stockholm      | Nobuhiko Hasegawa Noriko Yamanaka       | Koji Kimura Naoko Fukatsu         | Dorin Giurgiuca Maria Alexandru                 |
| 1969 | München        | Nobuhiko Hasegawa Yasuko Konno          | Mitsuru Kohno Saeko Hirota        | Shigeo Itō Toshiko Kowada                       |
| 1969 | München        | Nobuhiko Hasegawa Yasuko Konno          | Mitsuru Kohno Saeko Hirota        | Denis Neale Mary Wright                         |
| 1971 | Nagoya         | Zhang Xielin Lin Huiqing                | Antun Stipančić Maria Alexandru   | Tokuyasu Nishii Mieko Fukuno                    |
| 1971 | Nagoya         | Zhang Xielin Lin Huiqing                | Antun Stipančić Maria Alexandru   | Eberhard Schöler Diane Schöler                  |
| 1973 | Sarajevo       | Liang Geliang Li Li                     | Anatoli Strokatow Asta Gedraitite | Josef Dvoracek Alice Grofova                    |
| 1973 | Sarajevo       | Liang Geliang Li Li                     | Anatoli Strokatow Asta Gedraitite | Yu Changchun Zheng Huaiying                     |
| 1975 | Kalkutta       | Stanislaw Gomoskow Tatjana Ferdman      | Sarkis Sarchajan Elmira Antonyan  | Shigeo Itō Yukie Ōzeki                          |
| 1975 | Kalkutta       | Stanislaw Gomoskow Tatjana Ferdman      | Sarkis Sarchajan Elmira Antonyan  | Liang Geliang Zhang Li                          |
| 1977 | Birmingham     | Jacques Secrétin Claude Bergeret        | Tokio Tasaka Sachiko Yokota       | Lee Sang-kuk Lee Ki-won                         |
| 1977 | Birmingham     | Jacques Secrétin Claude Bergeret        | Tokio Tasaka Sachiko Yokota       | Li Zhenshi Yan Guili                            |
| 1979 | Pjöngjang      | Liang Geliang Ge Xinai                  | Li Zhenshi Yan Guili              | Jacques Secrétin Claude Bergeret                |
| 1979 | Pjöngjang      | Liang Geliang Ge Xinai                  | Li Zhenshi Yan Guili              | Wang Huiyuan Zhang Deying                       |
| 1981 | Novi Sad       | Xie Saike Huang Junqun                  | Chen Xinhua Tong Ling             | Huang Liang Pu Qijuan                           |
| 1981 | Novi Sad       | Xie Saike Huang Junqun                  | Chen Xinhua Tong Ling             | Dragutin Šurbek Branka Batinić                  |
| 1983 | Tokio          | Guo Yuehua Ni Xialian                   | Chen Xinhua Tong Ling             | Cai Zhenhua Cao Yanhua                          |
| 1983 | Tokio          | Guo Yuehua Ni Xialian                   | Chen Xinhua Tong Ling             | Xie Saike Huang Junqun                          |
| 1985 | Göteborg       | Cai Zhenhua Cao Yanhua                  | Jindrich Pansky Marie Hrachová    | Chen Xinhua Tong Ling                           |
| 1985 | Göteborg       | Cai Zhenhua Cao Yanhua                  | Jindrich Pansky Marie Hrachová    | Fan Changmao Jiao Zhimin                        |
| 1987 | Neu-Delhi      | Hui Jun Geng Lijuan                     | Jiang Jialiang Jiao Zhimin        | Ahn Jae-hyung Yang Young-ja                     |
| 1987 | Neu-Delhi      | Hui Jun Geng Lijuan                     | Jiang Jialiang Jiao Zhimin        | Wang Hao Guan Jianhua                           |
| 1989 | Dortmund       | Yoo Nam-kyu Hyun Jung-hwa               | Zoran Kalinić Gordana Perkučin    | Chen Longcan Chen Jing                          |
| 1989 | Dortmund       | Yoo Nam-kyu Hyun Jung-hwa               | Zoran Kalinić Gordana Perkučin    | Chen Zhibin Gao Jun                             |
| 1991 | Chiba City     | Wang Tao Liu Wei                        | Xie Chaojie Chen Zihe             | Kim Song-hui (Nordkorea) Ri Pun-hui (Nordkorea) |
| 1991 | Chiba City     | Wang Tao Liu Wei                        | Xie Chaojie Chen Zihe             | Kalinikos Kreanga Otilia Badescu                |
| 1993 | Göteborg       | Wang Tao Liu Wei                        | Yoo Nam-kyu Hyun Jung-hwa         | Li Sung Yu Sun-bok                              |
| 1993 | Göteborg       | Wang Tao Liu Wei                        | Yoo Nam-kyu Hyun Jung-hwa         | Ma Wenge Qiao Yunping                           |
| 1995 | Tianjin        | Wang Tao Liu Wei                        | Kong Linghui Deng Yaping          | Lee Chul-seung Ryu Ji-hae                       |
| 1995 | Tianjin        | Wang Tao Liu Wei                        | Kong Linghui Deng Yaping          | Erik Lindh Marie Svensson                       |
| 1997 | Manchester     | Liu Guoliang Wu Na                      | Kong Linghui Deng Yaping          | Chiang Peng-Lung Chen Jing                      |
| 1997 | Manchester     | Liu Guoliang Wu Na                      | Kong Linghui Deng Yaping          | Wang Liqin Wang Nan                             |
| 1999 | Eindhoven      | Ma Lin Zhang Yingying                   | Feng Zhe Sun Jin                  | Qin Zhijian Yang Ying                           |
| 1999 | Eindhoven      | Ma Lin Zhang Yingying                   | Feng Zhe Sun Jin                  | Wang Liqin Wang Nan                             |
| 2001 | Osaka          | Qin Zhijian Yang Ying                   | Oh Sang-eun Kim Moo-kyo           | Liu Guoliang Sun Jin                            |
| 2001 | Osaka          | Qin Zhijian Yang Ying                   | Oh Sang-eun Kim Moo-kyo           | Zhan Jian Bai Yang                              |
| 2003 | Paris          | Ma Lin Wang Nan                         | Liu Guozheng Bai Yang             | Qin Zhijian Niu Jianfeng                        |
| 2003 | Paris          | Ma Lin Wang Nan                         | Liu Guozheng Bai Yang             | Wang Hao Li Nan                                 |
| 2005 | Shanghai       | Wang Liqin Guo Yue                      | Liu Guozheng Bai Yang             | Qiu Yike Cao Zhen                               |
| 2005 | Shanghai       | Wang Liqin Guo Yue                      | Liu Guozheng Bai Yang             | Yan Sen Guo Yan                                 |
| 2007 | Zagreb         | Wang Liqin Guo Yue                      | Ma Lin Wang Nan                   | Ko Lai Chak Tie Ya Na                           |
| 2007 | Zagreb         | Wang Liqin Guo Yue                      | Ma Lin Wang Nan                   | Qiu Yike Cao Zhen                               |
| 2009 | Yokohama       | Li Ping Cao Zhen                        | Zhang Jike Mu Zi                  | Hao Shuai Chang Chenchen                        |
| 2009 | Yokohama       | Li Ping Cao Zhen                        | Zhang Jike Mu Zi                  | Zhang Chao Yao Yan                              |
| 2011 | Rotterdam      | Zhang Chao Cao Zhen                     | Hao Shuai Mu Zi                   | Cheung Yuk Jiang Huajun                         |
| 2011 | Rotterdam      | Zhang Chao Cao Zhen                     | Hao Shuai Mu Zi                   | Seiya Kishikawa Ai Fukuhara                     |
| 2013 | Paris          | Kim Hyok-bong Kim Jong                  | Lee Sang-su Park Young-sook       | Cheung Yuk Jiang Huajun                         |
| 2013 | Paris          | Kim Hyok-bong Kim Jong                  | Lee Sang-su Park Young-sook       | Wang Liqin Rao Jingwen                          |
| 2015 | Suzhou         | Xu Xin Yang Ha-eun                      | Maharu Yoshimura Kasumi Ishikawa  | Kim Hyok-bong Kim Jong                          |
| 2015 | Suzhou         | Xu Xin Yang Ha-eun                      | Maharu Yoshimura Kasumi Ishikawa  | Wong Chun Ting Doo Hoi Kem                      |
| 2017 | Düsseldorf     | Maharu Yoshimura Kasumi Ishikawa        | Chen Chien-An Cheng I-Ching       | Fang Bo Petrissa Solja                          |
| 2017 | Düsseldorf     | Maharu Yoshimura Kasumi Ishikawa        | Chen Chien-An Cheng I-Ching       | Wong Chun Ting Doo Hoi Kem                      |
| 2019 | Budapest       | Xu Xin Liu Shiwen                       | Maharu Yoshimura Kasumi Ishikawa  | Fan Zhendong Ding Ning                          |
| 2019 | Budapest       | Xu Xin Liu Shiwen                       | Maharu Yoshimura Kasumi Ishikawa  | Patrick Franziska Petrissa Solja                |
| 2021 | Houston        | Wang Chuqin Sun Yingsha                 | Tomokazu Harimoto Hina Hayata     | Lin Yun-ju Cheng I-ching                        |
| 2021 | Houston        | Wang Chuqin Sun Yingsha                 | Tomokazu Harimoto Hina Hayata     | Lin Gaoyuan Lily Zhang                          |
| 2023 | Durban         | Wang Chuqin Sun Yingsha                 | Tomokazu Harimoto Hina Hayata     | Wong Chun Ting Doo Hoi Kem                      |
| 2023 | Durban         | Wang Chuqin Sun Yingsha                 | Tomokazu Harimoto Hina Hayata     | Lin Shidong Kuai Man                            |

### Team

#### Herren
| Jahr | Austragungsort | Gold                | Silber              | Bronze              |
| ---- | -------------- | ------------------- | ------------------- | ------------------- |
| 1926 | London         | Ungarn              | Österreich          | England             |
| 1926 | London         | Ungarn              | Österreich          | Indien              |
| 1928 | Stockholm      | Ungarn              | Österreich          | England             |
| 1929 | Budapest       | Ungarn              | Österreich          | England             |
| 1930 | Berlin         | Ungarn              | Schweden            | Tschechoslowakei    |
| 1931 | Budapest       | Ungarn              | Tschechoslowakei    |                     |
| 1931 | Budapest       | Ungarn              | England             |                     |
| 1932 | Prag           | Tschechoslowakei    | Ungarn              | Österreich          |
| 1933 | Baden          | Ungarn              | Tschechoslowakei    | Österreich          |
| 1933 | Baden          | Ungarn              | Tschechoslowakei    | England             |
| 1934 | Paris          | Ungarn              | Österreich          |                     |
| 1934 | Paris          | Ungarn              | Tschechoslowakei    |                     |
| 1935 | Wembley        | Ungarn              | Tschechoslowakei    | Österreich          |
| 1935 | Wembley        | Ungarn              | Tschechoslowakei    | Polen               |
| 1936 | Prag           | Österreich          | Rumänien            | Tschechoslowakei    |
| 1936 | Prag           | Österreich          | Rumänien            | Frankreich          |
| 1936 | Prag           | Österreich          | Rumänien            | Ungarn              |
| 1936 | Prag           | Österreich          | Rumänien            | Polen               |
| 1937 | Baden          | Vereinigte Staaten  | Ungarn              | Tschechoslowakei    |
| 1938 | Wembley        | Ungarn              | Österreich          | Tschechoslowakei    |
| 1938 | Wembley        | Ungarn              | Österreich          | Vereinigte Staaten  |
| 1939 | Kairo          | Tschechoslowakei    | Jugoslawien         | England             |
| 1947 | Paris          | Tschechoslowakei    | Vereinigte Staaten  | Österreich          |
| 1947 | Paris          | Tschechoslowakei    | Vereinigte Staaten  | Frankreich          |
| 1948 | Wembley        | Tschechoslowakei    | Frankreich          | Österreich          |
| 1948 | Wembley        | Tschechoslowakei    | Frankreich          | Vereinigte Staaten  |
| 1949 | Stockholm      | Ungarn              | Tschechoslowakei    | England             |
| 1949 | Stockholm      | Ungarn              | Tschechoslowakei    | Vereinigte Staaten  |
| 1950 | Budapest       | Tschechoslowakei    | Ungarn              | England             |
| 1950 | Budapest       | Tschechoslowakei    | Ungarn              | Frankreich          |
| 1951 | Wien           | Tschechoslowakei    | Ungarn              | Jugoslawien         |
| 1952 | Bombay         | Ungarn              | England             | Hongkong            |
| 1952 | Bombay         | Ungarn              | England             | Japan               |
| 1953 | Bukarest       | England             | Ungarn              | Tschechoslowakei    |
| 1953 | Bukarest       | England             | Ungarn              | Frankreich          |
| 1954 | Wembley        | Japan               | Tschechoslowakei    | England             |
| 1955 | Utrecht        | Japan               | Tschechoslowakei    | England             |
| 1955 | Utrecht        | Japan               | Tschechoslowakei    | Ungarn              |
| 1956 | Tokio          | Japan               | Tschechoslowakei    | Volksrepublik China |
| 1956 | Tokio          | Japan               | Tschechoslowakei    | Rumänien            |
| 1957 | Stockholm      | Japan               | Ungarn              | Volksrepublik China |
| 1957 | Stockholm      | Japan               | Ungarn              | Tschechoslowakei    |
| 1959 | Dortmund       | Japan               | Ungarn              | Volksrepublik China |
| 1959 | Dortmund       | Japan               | Ungarn              | Südvietnam          |
| 1961 | Peking         | Volksrepublik China | Japan               | Ungarn              |
| 1963 | Prag           | Volksrepublik China | Japan               | Schweden            |
| 1963 | Prag           | Volksrepublik China | Japan               | BR Deutschland      |
| 1965 | Ljubljana      | Volksrepublik China | Japan               | Nordkorea           |
| 1967 | Stockholm      | Japan               | Nordkorea           | Schweden            |
| 1969 | München        | Japan               | BR Deutschland      | Jugoslawien         |
| 1971 | Nagoya         | Volksrepublik China | Japan               | Jugoslawien         |
| 1973 | Sarajevo       | Schweden            | Volksrepublik China | Japan               |
| 1975 | Kalkutta       | Volksrepublik China | Jugoslawien         | Schweden            |
| 1977 | Birmingham     | Volksrepublik China | Japan               | Schweden            |
| 1979 | Pjöngjang      | Ungarn              | Volksrepublik China | Japan               |
| 1981 | Novi Sad       | Volksrepublik China | Ungarn              | Japan               |
| 1983 | Tokio          | Volksrepublik China | Schweden            | Ungarn              |
| 1985 | Göteborg       | Volksrepublik China | Schweden            | Polen               |
| 1987 | Neu-Delhi      | Volksrepublik China | Schweden            | Nordkorea           |
| 1989 | Dortmund       | Schweden            | Volksrepublik China | Nordkorea           |
| 1991 | Chiba          | Schweden            | Jugoslawien         | Tschechoslowakei    |
| 1993 | Göteborg       | Schweden            | Volksrepublik China | Deutschland         |
| 1995 | Tianjin        | Volksrepublik China | Schweden            | Südkorea            |
| 1997 | Manchester     | Volksrepublik China | Frankreich          | Südkorea            |
| 2000 | Kuala Lumpur   | Schweden            | Volksrepublik China | Italien             |
| 2000 | Kuala Lumpur   | Schweden            | Volksrepublik China | Japan               |
| 2001 | Osaka          | Volksrepublik China | Belgien             | Südkorea            |
| 2001 | Osaka          | Volksrepublik China | Belgien             | Schweden            |
| 2004 | Doha           | Volksrepublik China | Deutschland         | Südkorea            |
| 2006 | Bremen         | Volksrepublik China | Südkorea            | Deutschland         |
| 2006 | Bremen         | Volksrepublik China | Südkorea            | Hongkong            |
| 2008 | Guangzhou      | Volksrepublik China | Südkorea            | Hongkong            |
| 2008 | Guangzhou      | Volksrepublik China | Südkorea            | Japan               |
| 2010 | Moskau         | Volksrepublik China | Deutschland         | Japan               |
| 2010 | Moskau         | Volksrepublik China | Deutschland         | Südkorea            |
| 2012 | Dortmund       | Volksrepublik China | Deutschland         | Japan               |
| 2012 | Dortmund       | Volksrepublik China | Deutschland         | Südkorea            |
| 2014 | Tokio          | Volksrepublik China | Deutschland         | Chinesisch Taipeh   |
| 2014 | Tokio          | Volksrepublik China | Deutschland         | Japan               |
| 2016 | Kuala Lumpur   | Volksrepublik China | Japan               | England             |
| 2016 | Kuala Lumpur   | Volksrepublik China | Japan               | Südkorea            |
| 2018 | Halmstad       | Volksrepublik China | Deutschland         | Schweden            |
| 2018 | Halmstad       | Volksrepublik China | Deutschland         | Südkorea            |
| 2022 | Chengdu        | Volksrepublik China | Deutschland         | Japan               |
| 2022 | Chengdu        | Volksrepublik China | Deutschland         | Südkorea            |
| 2024 | Busan          | Volksrepublik China | Frankreich          | Südkorea            |
| 2024 | Busan          | Volksrepublik China | Frankreich          | Chinesisch Taipeh   |

#### Damen
| Jahr | Austragungsort | Gold                | Silber              | Bronze              |
| ---- | -------------- | ------------------- | ------------------- | ------------------- |
| 1934 | Paris          | Deutsches Reich     | Ungarn              | Tschechoslowakei    |
| 1935 | Wembley        | Tschechoslowakei    | Ungarn              | Deutsches Reich     |
| 1936 | Prag           | Tschechoslowakei    | Deutsches Reich     |                     |
| 1936 | Prag           | Tschechoslowakei    | Vereinigte Staaten  |                     |
| 1937 | Baden          | Vereinigte Staaten  | Deutsches Reich     | Tschechoslowakei    |
| 1938 | Wembley        | Tschechoslowakei    | England             | Österreich          |
| 1939 | Kairo          | Deutsches Reich     | Tschechoslowakei    | Rumänien            |
| 1947 | Paris          | England             | Ungarn              | Tschechoslowakei    |
| 1947 | Paris          | England             | Ungarn              | Vereinigte Staaten  |
| 1948 | Wembley        | England             | Ungarn              | Tschechoslowakei    |
| 1948 | Wembley        | England             | Ungarn              | Rumänien            |
| 1949 | Stockholm      | Vereinigte Staaten  | England             | Frankreich          |
| 1949 | Stockholm      | Vereinigte Staaten  | England             | Ungarn              |
| 1950 | Budapest       | Rumänien            | Ungarn              | England             |
| 1950 | Budapest       | Rumänien            | Ungarn              | Tschechoslowakei    |
| 1951 | Wien           | Rumänien            | Österreich          | England             |
| 1951 | Wien           | Rumänien            | Österreich          | Wales               |
| 1952 | Bombay         | Japan               | Rumänien            | England             |
| 1953 | Bukarest       | Rumänien            | England             | Österreich          |
| 1953 | Bukarest       | Rumänien            | England             | Ungarn              |
| 1954 | Wembley        | Japan               | Ungarn              | England             |
| 1955 | Utrecht        | Rumänien            | Japan               | England             |
| 1956 | Tokio          | Rumänien            | England             | Japan               |
| 1957 | Stockholm      | Japan               | Rumänien            | Volksrepublik China |
| 1959 | Dortmund       | Japan               | Südkorea            | Volksrepublik China |
| 1961 | Peking         | Japan               | Volksrepublik China | Rumänien            |
| 1963 | Prag           | Japan               | Rumänien            | Volksrepublik China |
| 1963 | Prag           | Japan               | Rumänien            | Ungarn              |
| 1965 | Ljubljana      | Volksrepublik China | Japan               | England             |
| 1967 | Stockholm      | Japan               | Sowjetunion         | Ungarn              |
| 1969 | München        | Sowjetunion         | Rumänien            | Japan               |
| 1971 | Nagoya         | Japan               | Volksrepublik China | Südkorea            |
| 1973 | Sarajevo       | Südkorea            | Volksrepublik China | Japan               |
| 1975 | Kalkutta       | Volksrepublik China | Südkorea            | Japan               |
| 1977 | Birmingham     | Volksrepublik China | Südkorea            | Nordkorea           |
| 1979 | Pjöngjang      | Volksrepublik China | Nordkorea           | Japan               |
| 1981 | Novi Sad       | Volksrepublik China | Südkorea            | Nordkorea           |
| 1983 | Tokio          | Volksrepublik China | Japan               | Nordkorea           |
| 1985 | Göteborg       | Volksrepublik China | Nordkorea           | Südkorea            |
| 1987 | Neu-Delhi      | Volksrepublik China | Südkorea            | Ungarn              |
| 1989 | Dortmund       | Volksrepublik China | Südkorea            | Hongkong            |
| 1991 | Chiba          | Korea               | Volksrepublik China | Frankreich          |
| 1993 | Göteborg       | Volksrepublik China | Nordkorea           | Südkorea            |
| 1995 | Tianjin        | Volksrepublik China | Südkorea            | Hongkong            |
| 1997 | Manchester     | Volksrepublik China | Nordkorea           | Deutschland         |
| 2000 | Kuala Lumpur   | Volksrepublik China | Chinesisch Taipeh   | Rumänien            |
| 2000 | Kuala Lumpur   | Volksrepublik China | Chinesisch Taipeh   | Südkorea            |
| 2001 | Osaka          | Volksrepublik China | Nordkorea           | Japan               |
| 2001 | Osaka          | Volksrepublik China | Nordkorea           | Südkorea            |
| 2004 | Doha           | Volksrepublik China | Hongkong            | Japan               |
| 2006 | Bremen         | Volksrepublik China | Hongkong            | Belarus             |
| 2006 | Bremen         | Volksrepublik China | Hongkong            | Japan               |
| 2008 | Guangzhou      | Volksrepublik China | Singapur            | Hongkong            |
| 2008 | Guangzhou      | Volksrepublik China | Singapur            | Japan               |
| 2010 | Moskau         | Singapur            | Volksrepublik China | Deutschland         |
| 2010 | Moskau         | Singapur            | Volksrepublik China | Japan               |
| 2012 | Dortmund       | Volksrepublik China | Singapur            | Hongkong            |
| 2012 | Dortmund       | Volksrepublik China | Singapur            | Südkorea            |
| 2014 | Tokio          | Volksrepublik China | Japan               | Hongkong            |
| 2014 | Tokio          | Volksrepublik China | Japan               | Singapur            |
| 2016 | Kuala Lumpur   | Volksrepublik China | Japan               | Chinesisch Taipeh   |
| 2016 | Kuala Lumpur   | Volksrepublik China | Japan               | Nordkorea           |
| 2018 | Halmstad       | Volksrepublik China | Japan               | Hongkong            |
| 2018 | Halmstad       | Volksrepublik China | Japan               | Korea               |
| 2022 | Chengdu        | Volksrepublik China | Japan               | Chinesisch Taipeh   |
| 2022 | Chengdu        | Volksrepublik China | Japan               | Deutschland         |
| 2024 | Busan          | Volksrepublik China | Japan               | Frankreich          |
| 2024 | Busan          | Volksrepublik China | Japan               | Hongkong            |